# Lučka Rakovec
Lučka Rakovec, slovenska športna plezalka, * 6. maj 2001, Ljubljana.
Največji uspeh v karieri je dosegla z osvojitvijo naslova evropske prvakinje v težavnosti leta 2019 v Edinburghu. Teden dni prej se je na tekmi v Kranju s tretjim mestom prvič uvrstila na stopničke v svetovnem pokalu. Leta 2019 je dosegla tudi najvišjo uvrstitev v skupnem seštevku svetovnega pokala s četrtim mestom v težavnosti, petim v kombinaciji in devetim v balvanih, leta 2021 je bila peta v seštevku težavnosti.